# Jayakhani
Jayakhani (en népalais : जयखानी) est un comité de développement villageois du Népal situé dans le district de Gulmi. Au recensement de 2011, il comptait 1 294 habitants.